# Discografia di Sangiovanni
La discografia di Sangiovanni, cantautore italiano, è costituita da un album in studio, un EP, ventuno singoli e trentadue video musicali (inclusi quelli come artista ospite), pubblicati dal 2020.

## Album in studio
| Anno | Titolo | Classifiche | Classifiche | Classifiche    | Unità          |
| Anno | Titolo | ITA         | SWI         | Classifiche    | Unità          |
| ---- | --- | ----------- | ----------- | -------------- | -------------- |
| 2022 | Cadere volare - Pubblicato: 8 aprile 2022 - Etichetta: Sugar Music, Universal Music Italia - Formati: CD, LP, download digitale, streaming | 2           | 38          | - ITA: Platino | - ITA: 50 000+ |

## Extended play
| Anno | Titolo | Classifiche | Classifiche | Certificazioni     | Unità           |
| Anno | Titolo | ITA         | SWI         | Certificazioni     | Unità           |
| ---- | --- | ----------- | ----------- | ------------------ | --------------- |
| 2021 | Sangiovanni - Pubblicato: 14 maggio 2021 - Etichetta: Sugar Music, Universal Music Italia - Formati: CD, LP, download digitale, streaming | 1           | 34          | - ITA: Platino (4) | - ITA: 200 000+ |

## Singoli

### Come artista principale
| Anno                                                         | Titolo                      | Classifiche | Classifiche | Classifiche | Classifiche | Certificazioni                    | Unità                          | Album di provenienza |
| Anno                                                         | Titolo                      | ITA         | SMR         | SPA         | SWI         | Certificazioni                    | Unità                          | Album di provenienza |
| ------------------------------------------------------------ | --------------------------- | ----------- | ----------- | ----------- | ----------- | --------------------------------- | ------------------------------ | -------------------- |
| 2020                                                         | Paranoia                    | —           | —           | —           | —           |                                   |                                | /                    |
| 2020                                                         | Non +                       | —           | —           | —           | —           |                                   |                                | /                    |
| 2020                                                         | Guccy Bag                   | 29          | —           | —           | —           | - ITA: Platino                    | - ITA: 70 000+                 | Sangiovanni          |
| 2021                                                         | Lady                        | 2           | —           | —           | —           | - ITA: Platino (4)                | - ITA: 280 000+                | Sangiovanni          |
| 2021                                                         | Tutta la notte              | 3           | —           | —           | —           | - ITA: Platino (2)                | - ITA: 140 000+                | Sangiovanni          |
| 2021                                                         | Hype                        | 25          | —           | —           | —           | - ITA: Oro                        | - ITA: 35 000+                 | Sangiovanni          |
| 2021                                                         | Malibu                      | 1           | 13          | —           | 48          | - ITA: Platino (8)                | - ITA: 800 000+                | Sangiovanni          |
| 2021                                                         | Raggi gamma                 | 27          | 29          | —           | —           | - ITA: Oro                        | - ITA: 35 000+                 | Sangiovanni          |
| 2021                                                         | Perso nel buio (con Madame) | 9           | —           | —           | —           | - ITA: Platino                    | - ITA: 100 000+                | Sangiovanni          |
| 2022                                                         | Farfalle                    | 2           | 19          | —           | 24          | - ITA: Platino (6) - SWI: Platino | - ITA: 600 000+ - SWI: 20 000+ | Cadere volare        |
| 2022                                                         | Cielo dammi la Luna         | 21          | —           | —           | —           | - ITA: Oro                        | - ITA: 50 000+                 | Cadere volare        |
| 2022                                                         | Scossa                      | 31          | 33          | —           | —           | - ITA: Platino                    | - ITA: 100 000+                | Cadere volare        |
| 2022                                                         | Mariposas (con Aitana)      | —           | —           | 10          | —           | - SPA: Platino (6)                | - SPA: 360 000+                | /                    |
| 2022                                                         | Fluo                        | 78          | 23          | —           | —           |                                   |                                | /                    |
| 2022                                                         | Mon amie freestyle          | —           | —           | —           | —           |                                   |                                | /                    |
| 2023                                                         | Americana                   | —           | 47          | —           | —           |                                   |                                | /                    |
| 2024                                                         | Finiscimi                   | 28          | —           | —           | —           | - ITA: Oro                        | - ITA: 50 000+                 | /                    |
| 2025                                                         | Luci allo xeno              | —           | —           | —           | —           |                                   |                                | /                    |
| 2025                                                         | Veramente                   | —           | —           | —           | —           |                                   |                                | /                    |
| "—" indica una pubblicazione non classificata in quel paese. |                             |             |             |             |             |                                   |                                |                      |

### Come artista ospite
| Anno | Titolo                                                                             | Album di provenienza |
| ---- | ---------------------------------------------------------------------------------- | -------------------- |
| 2023 | Fatti rimandare dalla mamma a prendere il latte (Gianni Morandi feat. Sangiovanni) | Evviva!              |

## Altri brani entrati in classifica
| Anno | Titolo                     | Classifiche | Album di provenienza |
| Anno | Titolo                     | ITA         | Album di provenienza |
| ---- | -------------------------- | ----------- | -------------------- |
| 2021 | Maledetta primavera (live) | 36          | Sangiovanni          |
| 2022 | Cortocircuito              | 80          | Cadere volare        |

## Collaborazioni
| Anno | Titolo                                        | Album di provenienza    |
| ---- | --------------------------------------------- | ----------------------- |
| 2022 | Dance Floor (Wayne Santana feat. Sangiovanni) | Succo di zenzero vol. 2 |

## Video musicali
| Anno | Titolo                                          | Regista                |
| ---- | ----------------------------------------------- | ---------------------- |
| 2020 | Paranoia                                        | —                      |
| 2020 | Non +                                           | Giovanni Pietro Damian |
| 2020 | Guccy Bag                                       | —                      |
| 2021 | Lady                                            | —                      |
| 2021 | Tutta la notte                                  | —                      |
| 2021 | Hype                                            | —                      |
| 2021 | Malibu                                          | Latemilk               |
| 2021 | Raggi gamma                                     | Latemilk               |
| 2021 | Perso nel buio                                  | Attilio Cusani         |
| 2022 | Farfalle                                        | Latemilk               |
| 2022 | Tilt                                            | Amedeo Zancanella      |
| 2022 | Mariposas                                       | Héctor Herce           |
| 2022 | Cielo dammi la Luna                             | Nicola Bussei          |
| 2022 | Scossa                                          | —                      |
| 2022 | Cadere volare                                   | Nicola Bussei          |
| 2022 | Che gente siamo                                 | Nicola Bussei          |
| 2022 | Cortocircuito                                   | Nicola Bussei          |
| 2022 | Sigarette alla menta                            | Nicola Bussei          |
| 2022 | Perderci (forti)                                | Nicola Bussei          |
| 2022 | Amica mia                                       | Nicola Bussei          |
| 2022 | Duedinotte                                      | Nicola Bussei          |
| 2022 | Parolacce                                       | Nicola Bussei          |
| 2022 | Titanic                                         | Nicola Bussei          |
| 2022 | Se mi aiuti                                     | Nicola Bussei          |
| 2022 | Fluo                                            | —                      |
| 2022 | Mon amie freestyle                              | Nicola Bussei          |
| 2023 | Fatti rimandare dalla mamma a prendere il latte | Leandro Manuel Emede   |
| 2023 | La fine del mondo                               | —                      |
| 2023 | Americana                                       | Byron Rosero           |
| 2024 | Finiscimi                                       | Byron Rosero           |
| 2025 | Luci allo xeno                                  | Francesco Mastroleo    |
| 2025 | Veramente                                       | Renato Lambo           |